# Emmy Clarke
Mary Elizabeth Clarke, ismertebb nevén Emmy Clarke (Mineola, 1991. szeptember 25. –) amerikai színésznő.

## Karrier
Clarke első színészi szerepét a 2003-as My House in Umbria című televíziós filmben játszotta, amiért 2004-ben elnyerte a Young Artist Awardot a Legjobb alakítás tévéfilmben, minisorozatban - fiatal női mellékszereplő kategóriában. A Mr. Monk és a vörös hering című harmadik évadbeli epizódtól kezdve Clarke visszatérő szerepet kapott a Monk című sorozatban mint Julie Teeger, Adrian Monk második asszisztensének, Natalie-nak a lánya. Továbbá szerepet kapott a 2006. november 10-én bemutatott Fur című filmben is.

## Filmográfia

### Filmek
| Év   | Cím                | Szerep      | Megjegyzések |
| ---- | ------------------ | ----------- | ------------ |
| 2006 | Fur                | Grace Arbus |              |
| 2014 | Apartment Troubles | Brie        |              |

### Televízió
| Év        | Cím                     | Szerep         | Megjegyzések    |
| --------- | ----------------------- | -------------- | --------------- |
| 2003      | My House in Umbria      | Aimee          | Televíziós film |
| 2005–2009 | Monk – A flúgos nyomozó | Julie Teeger   | 24 epizód       |
| 2010      | The Line                | Jessie Donovan | Televíziós film |

## Fordítás
Ez a szócikk részben vagy egészben  az   Emmy Clarke című angol Wikipédia-szócikk ezen változatának fordításán alapul.  Az eredeti cikk szerkesztőit annak laptörténete sorolja fel. Ez a jelzés csupán a megfogalmazás eredetét és a szerzői jogokat jelzi, nem szolgál a cikkben szereplő információk forrásmegjelöléseként.